# La Jambe sur la jambe
La Jambe sur la jambe ( arabe : الساق على الساق, translittéré : As-Sāq ‛ala as-sāq) est un livre de l'écrivain libanais Faris Chidyaq, qui tient de l'autobiographie et du récit de voyage, considéré comme un des récits des fondateurs de la littérature arabe moderne, publié en 1855. Le livre relate la vie du « Faryaq », anagramme de Faris et Chidyāq et, alter ego de l'auteur, tout en proposant des commentaires sur des questions intellectuelles et sociales. Il est décrit comme « toujours édifiant et souvent hilarant », « le roman le plus beau, le plus fou, le plus drôle et le plus surprenant en arabe », et "un livre inclassable". En 1991 il est traduit en français par René R. Khawam. En 2014, une traduction anglaise de Humphrey T. Davies est publiée par NYU Press.

## Titre
Selon le commentateur Henri Pérès, le titre se réfère à «l’attitude familière prise par le conteur qui confortablement installé dans un fauteuil, va narrer une longue histoire aux péripéties surprenantes». Pour Charbel Dagher le titre aurait une signification sexuelle ; les femmes et les aventures amoureuses tiennent une grande place dans le récit.

## Aspect autobiographique
C'est en tant que récit autobiographique que le livre est novateur dans le contexte de la littérature arabe, jusqu'alors peu centrée sur la vie de l'auteur, au moins dans les genres narratifs (non lyriques).
Le narrateur est anonyme, il fait office de confident du personnage principal Faryaq, qu'il suit “pas à pas”, jusque dans les “plis de ses draps”.

## Récit de voyage
Le livre évoque l'enfance de l'auteur au Liban, qui ensuite émigre  au Caire, passe 14 ans sur l’île de Malte, puis voyage en Europe - à Londres, et à Paris. Il décrit sur le ton de la satire le mode de vie des habitants des pays parcourus.
Le livre prend ses distances avec un récit de voyage considéré à l'époque comme un modèle et une référence, le livre de l'Egyptien Rifa'a al-Tahtawi, L'Or de Paris, 1834. R. al-Tahtawi avait visité la France et en avait donné une image idéalisée. Dans son article le « Portrait de l’Oriental en voyageur critique : Faris Al-Chidyaq et Mohammed Al-Muwaylihi à Paris », la critique littéraire Randa Sabry estime que Farès al-Chidiyaq manifeste une conscience aiguë de « ce qui se joue dans la relation Orient/Occident à son époque ». Elle déplore qu'il soit méconnu, alors que par son érudition, par sa bonne connaissance des mœurs françaises et européennes, «  il fait voler en éclats l’image stéréotypée de l’« oriental » que se plaît à véhiculer une certaine littérature orientaliste », il « brouille les cartes » par sa non-conformité aux clichés véhiculés concernant le monde arabe.

## Style
Le style du livre est tantôt celui d'un érudit, tantôt ironique, antireligieux. Il est celui d'un marginal, qui transgresse les genres et se caractérise par son aisance à passer d'une culture à l'autre. 
L'auteur s'adresse au lecteur dans ces termes : « Sache que j’ai passé des nuits et des nuits à composer cet ouvrage dans l’angoisse et le malaise, quatre tomes à la file qui m’ont forcé à mugir, tantôt debout, tantôt assis ; autant dire que je n’ai jamais pu trouver de quoi boucher le déversoir de mes pensées, qui ont envoyé en trombe leur torrent dans le tuyau de descente de la plume pour finir par s’étaler sur ces pages. Aussi, à peine avais-je vu le calame obéir à ma main, et l’encrier montrer sa docilité au calame, que je m’étais fait cette réflexion : “Quel mal y a t-il à rejoindre la troupe de ceux qui se sont blanchi le visage en se noircissant les doigts ?” ».

## Histoire des éditions
Le livre a été publié pour la première fois en arabe en 1855 en France. L'auteur ne l'a pas publié dans son pays natal, le Liban, probablement à cause des commentaires antireligieux contenus dans le livre. Les 2e et 3e éditions sont publiées en Egypte en 1919, en 1920. Puis paraît à Beyrouth une édition en 1966.
La 1ère édition en arabe de 1855 porte un sous-titre en français  : La vie et les aventures de Fariac. Relation de ses voyages avec ses observations critiques sur les Arabes et sur les autres peuples.